# Charalá
Charalá es un municipio colombiano ubicado en el departamento de Santander. 
Es llamada Cuna de la Libertad de América por sus aportes en la revolución de los Comuneros; además es cuna de próceres como José Antonio Galán y José Acevedo y Gómez, y aquí también se llevó a cabo la batalla del Pienta el 4 de agosto de 1819. La antípoda de la ciudad es Yakarta en Indonesia

## Toponimia
Recibió su nombre en honor al cacique Chalala.

## División Político-Administrativa
Además de su Cabecera municipal. Charalá tiene bajo su jurisdicción los siguientes Centros poblados:
- Riachuelo
- Virolín

## Símbolos
Escudo

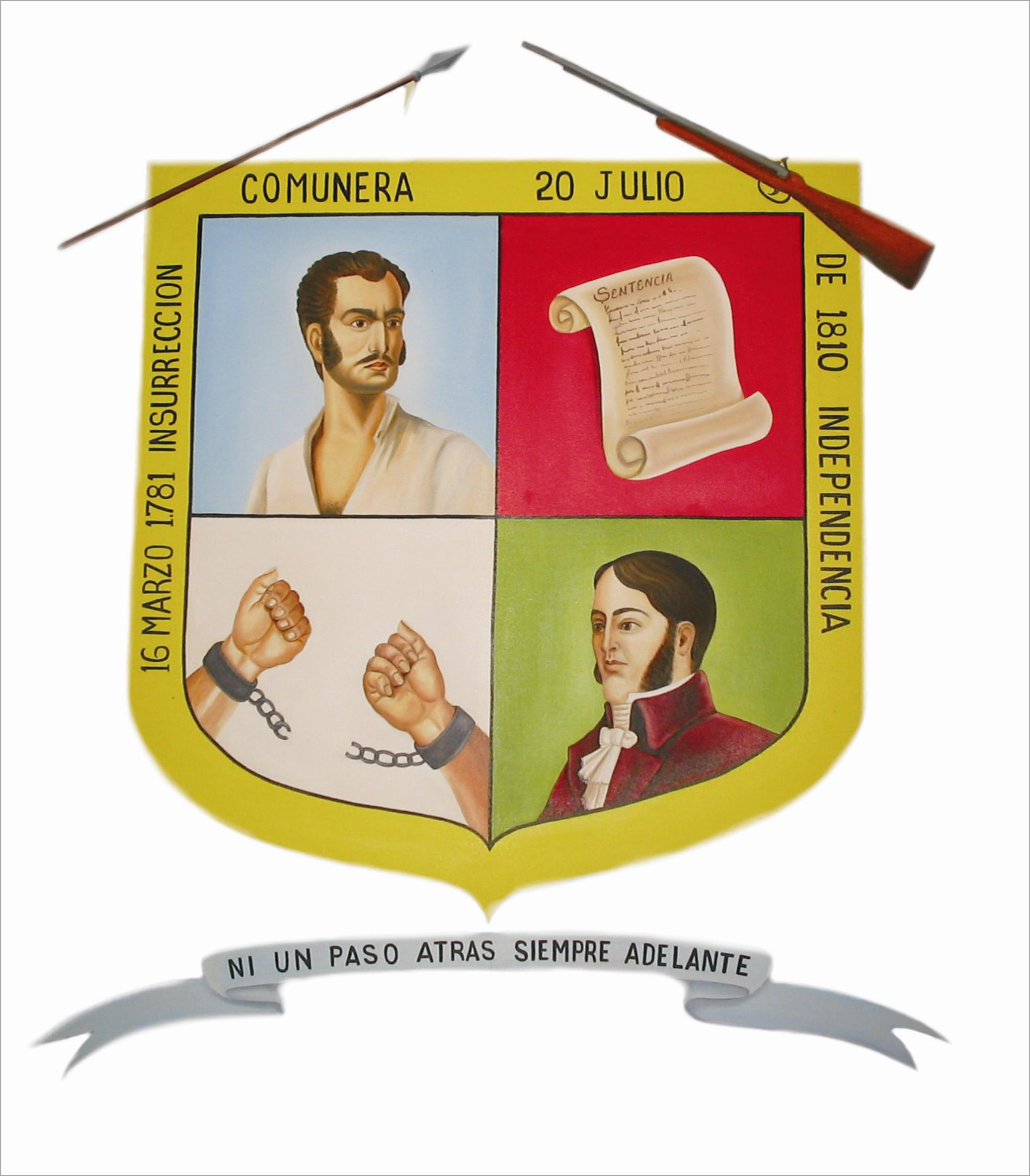
Escudo de Charalá.

El escudo presenta en la parte superior izquierda la imagen del prócer José Antonio Galán, líder de la insurrección comunera; en la parte superior derecha, una imagen del edicto de impuestos que fue destruido por Manuela Beltrán, hecho que inició la Revolución de los Comuneros; en la parte inferior izquierda se reflejan las cadenas rotas que significan la libertad del yugo español; y finalmente en la parte inferior derecha, una imagen del prócer José Acevedo y Gómez, llamado El Tribuno del pueblo, quien instó a la muchedumbre el 20 de julio de 1810 en Santa Fe a seguir adelante con el proceso de insurrección.
El Escudo del Municipio de Charalá, representa la identidad de un pueblo pujante, aguerrido y luchador.
El marco muestra los momentos histórico por los que paso el Municipio, representando en ellos la importancia de cada uno de ellos; el lado izquierdo del escudo, en su conjunto representa la insurrección comunera, como bien reza la franja 16 de marzo de 1781, atravesado por una lanza, emblema de lucha de los insurrectos comuneros: En igual proporción en el recuadro superior, la imagen del Líder José Antonio Galán Zorro máximo símbolo de la gesta Comunera,   En la parte inferior izquierda, la ruptura de las cadenas que nos imponía el Imperio Español, como se observa, las manos están cerradas, en signo de decisión y fiereza, en un acto de rebeldía, fuerza e ímpetu. El lado derecho,  conmemora los hechos ocurridos en Santafé de Bogotá el 20 de julio de 1810, en que se dan los primeros pasos de Independencia, producto y consecuencia de la gesta comunero de 1781, lo cruza un fusil español de la época. En el recuadro superior derecho está la imagen, no del Memorial de Agravios, roto por Manuela Beltrán en el Socorro en la insurrección Comunera, sino que representa el Acta de independencia firmada en Santafé el 20 de julio de 1810; en la parte inferior, la Imagen del Charaleño José Blas Acevedo y Gómez, llamado el Tribuno del Pueblo, que con su proclama encendió los ánimos revolucionarios de los Santafereños.
El conjunto del escudo reposa sobre una cinta que recuerda la frase y grito de batalla del Charaleño José Antonio Galán Zorro, líder de la insurrección comunera, y que dice “NI UN PASO ATRÁS SIEMPRE ADELANTE”, emblema e identidad de un pueblo guerrero como es el PUEBLO CHARALEÑO(Aporte del licenciado Uriel.H.Buitrago, Universidad Distrital, Bogotá)
Bandera

Bandera de Charalá.

Tiene las mismas dimensiones del pendón patrio: el fondo blanco,  que significa paz, descanso, solaz. En el extremo derecho dos franjas verticales de aproximadamente treinta centímetros de ancho cada una; la franja que da al interior o fondo de la Bandera de color rojo, y la otra color azul; en el extremo opuesto, en la misma forma dos franjas con las mismas dimensiones con la franja que da al interior o fondo de la Bandera color rojo, y la otra de color verde.
Los colores rojos significan dos épocas: la primera representa sangre derramada por los mártires en la Insurrección Comunera, que dieron su vida por restablecer la comarca con su máximo héroe José Antonio Galán; y la otra, la época de la Independencia de Colombia con su máximo exponente José Acevedo y Gómez como el verbo de la revolución. El color azul significa los azules ríos que circundan la bella ciudad, el cielo azul; y el color verde, la feracidad fecundante de los campos bañados por la sangre de los antepasados.
Himno
| Letra: Ramiro Pinzón Martínez Música: Rito Mantilla Coro Esbeltos paisajes, historia gloriosa tú puedes airosa lucir, Charalá. I A tus campos de verde cubiertos, Y que en suaves colinas ondulan sus canciones y arrullos modulan el río Táquiza y Pienta al pasar. Ese pueblo que en ellos habita, en la paz los cultiva esmerado; más si llama al deber, es soldado que no teme la espada empuñar. II En las Gestas heroicas tú diste un ejemplo sin par de entereza: detuviste española fiereza que auxiliar a Barreiro intentó. Y la historia en tres nombres proclama de tus hijos cuál es el denuedo: en la Santos, Galán y Acevedo heroísmo la patria aprendió. III Son las Santos, Helena y Antonia, de heroínas modelo y dechado: en arranque de amor denodado por Colombia supieron morir. Tus valores en ellas se exaltan; tus virtudes, mujer charaleña: que en tu hogar patriotismo se enseña y se aprende el deber a cumplir. |  | IV José Antonio Galán, el rebelde, demostró con sus obras y vida que esa tierra gallarda, atrevida defender sus derechos sabrá. Y si intentan acaso robarle el tesoro de sus tradiciones, cada quien de sus bravos varones, cual Galán, indomable será. V Acevedo fue un verbo sublime: él el Veinte de Julio glorioso con su voz de tribuno fogoso el amor a la patria encendió. Con su acento parece decirnos: no podemos juzgarnos pequeños, porque de héroes así, charaleños, nuestra tierra la cuna arrulló. VI A tus campos de verde cubiertos, los que en suaves colinas ondulan sus canciones y arrullos modulan el río Táquiza y Pienta al pasar. Por ser bellas tus ricas comarcas y tu raza ostentar valentía hoy podemos con noble hidalguía, Charalá, tu valor proclamar. Coro Esbeltos paisajes, historia gloriosa tú puedes airosa lucir, Charalá |  |  |

## Geografía
La cabecera municipal de Charalá dista 135 kilómetros de Bucaramanga, la capital del departamento. Territorio ondulado y fértil, situado a 1290 metros de altitud, es avenado por los ríos Táquiza, Pienta, Cañaverales, Riachuelito y Virolín. Registra una temperatura media anual de 21 grados Celsius. En este municipio se encuentra parte del santuario de fauna y flora Guanentá Alto Río Fonce.

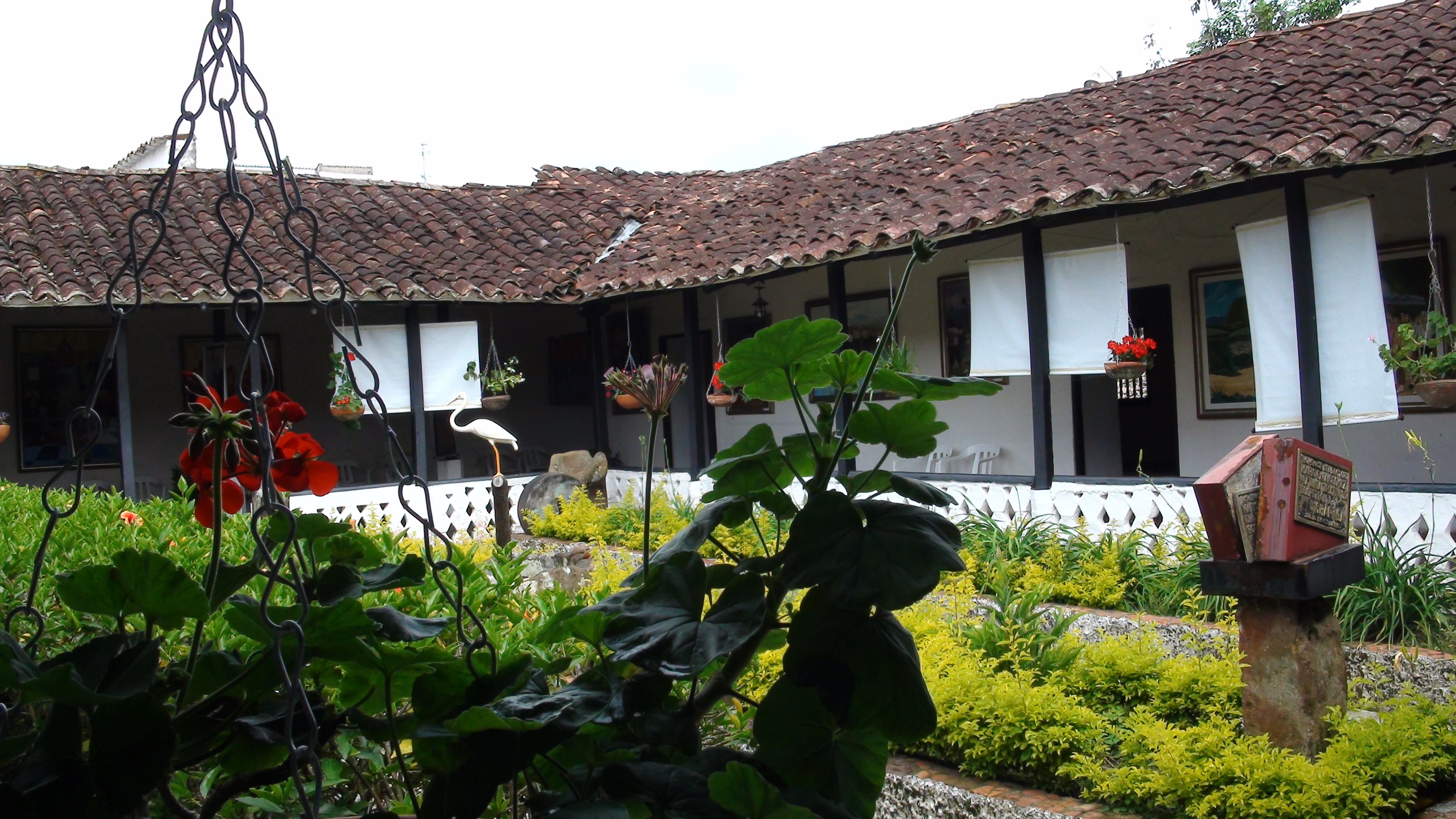
Casa de la Cultura de Charalá

La Casa de la Cultura es una institución abierta y accesible al público encargada de generar de manera permanente procesos de desarrollo cultural concertados entre la comunidad y las entidades estatales, destinado a la preservación, transmisión y fomento de las muestras artísticas y culturales propias de la comunidad. Es el lugar destinado para que una comunidad desarrolle actividades que promueven la cultura entre sus habitantes.
La casa de la cultura cuenta con una planta física que presta las facilidades para la enseñanza y práctica de las diferentes expresiones culturales, así como realizar la difusión, formación, capacitación, investigación, organización y apoyo a la creación artística, dictando talleres en las diferentes áreas artísticas como son danza, teatro y narración oral; música, artes plásticas, literatura, entre otras; dirigidos a niños, jóvenes, adultos y adultos mayores.
Es un espacio de encuentro de articulación de procesos sociales y culturales que posibilitan la inclusión de la población con el fin de diseñar las políticas, posibilitar los derechos, dar acceso al arte, desarrollar actividades de formación y capacitación en las diferentes áreas artísticas y culturales, apoyando la creación artística y fomentando el intercambio cultural.

## Historia y cultura
A la llegada de los españoles a este territorio ya funcionaba la organización social de los indios Chalaláes, de manera que la historia no escrita de Charalá inicia allí. Ya entrado el siglo XVIII, en 1701 se erigió la parroquia de Nuestra Señora de Monguí; en 1824 se creó la Villa de Charalá en parroquia y sólo hasta 1887 adquiere la categoría de municipio. 
Durante el siglo XIX Charalá ocupó una posición de capital regional y ya en 1824 encabezaba un Cantón. 
En el transcurso de su historia se convirtió en madre de próceres y líderes revolucionaros que dirigieron sus fuerzas en la lucha por la libertad y por la justa causa del pueblo. Entre estos personajes se encuentran: José Antonio Galán Zorro, el líder comunero más importante y representativo de este movimiento, quien tras ser traicionado por sus compañeros, fue ejecutado y descuartizado en Santa Fe el 1 de febrero de 1782; José Blas Acevedo y Gómez, uno de los miembros principales de la Junta de Gobierno creada la noche del 20 de julio de 1810 en Santa Fe, llamado El Tribuno del Pueblo por haber instigado a la muchedumbre insurrecta ese día en la plaza a no detener su revuelta, para que así se lograra la primera independencia de la Nueva Granada; y María Antonia Santos Plata, una de las más importantes líderes revolucionarias de la región, quien fundó y patrocinó la milicia de Coromoro que ayudaron en la Campaña Libertadora liderada por el general Simón Bolívar, y quien además fue ejecutada en la villa del Socorro el 28 de julio de 1819.
Charalá ayudó en gran manera la Campaña Libertadora con milicias y guerrillas que se unieron al ejército del Libertador. Pero sin duda el hecho más importante y con el que este municipio más influyó, fue la Batalla del río Pienta. El 4 de agosto de 1819 se llevó a cabo en este municipio esta batalla, que enfrentó a las tropas españolas al mando del coronel Lucas González (las cuales iban a reforzar el ejército de José María Barreiro en Boyacá), y a las milicias de Charalá, Encino, Ocamonte, Riachuelo, Cincelada, y otros pueblos cercanos. Esta batalla duró más o menos tres días, durante los cuales la tropa española se hizo camino por el pueblo, saqueando y masacrando a la población, que se defendía con palos, piedras, elementos de cocina, y cualquier instrumento que les sirviera como defensa. La importancia histórica de esta batalla radica en que si esta no se hubiera llevado a cabo, Lucas González y su tropa habrían llegado a tiempo a reforzar a Barreiro y seguramente la Batalla de Boyacá se habría decidido a favor de los españoles; así la Independencia definitiva de Colombia hubiera llegado mucho después.
El 7 de agosto de 1819 es fiesta patria en Colombia ya que se celebra el día de la independencia donde las tropas del General Simón Bolívar derrotaron al ejército español. Pero esta victoria no habría sido posible sin la participación de un pueblo pujante y entregado a la causa libertadora como lo fue el pueblo charaleño.

### Orígenes de Charalá
Charalá es un municipio de Colombia perteneciente al departamento de Santander. Es llamada Cuna de la Libertad de América por sus aportes en la Revolución de los Comuneros; además es cuna de próceres como José Antonio Galán y José Acevedo y Gómez. Recibió su nombre en honor al cacique"Chalala", de la tribu de los guanes. En el siglo IX, en el año 1818 se fundó la PARROQUIA DE NUESTRA SEÑORA DE MONGUI, se llevó a cabo la Batalla del Pienta el 4 de agosto en 1819. En 1824 se fundó la Villa de Charalá que se constituye nuevamente en Parroquia. En 1887 fue denominada como Municipio. 
El 12 de julio de 2013 el Senado de la República nombró a Charalá Patrimonio histórico y cultural de la Nación, por sus aportes históricos a la independencia de Colombia.
A la llegada de los españoles a este territorio ya funcionaba la organización social de los indios Guanes y Chalaláes, de manera que la historia no escrita de Charalá inicia allí. Ya entrado el siglo XVIII, en 1702 se erigió la parroquia de Nuestra Señora de Monguí; en 1824 se creó la Villa de Charalá que se constituye nuevamente en parroquia y sólo hasta 1887 adquiere la categoría de municipio.
Durante el siglo XIX Charalá ocupó una posición de capital regional y ya en 1824 encabezaba un Cantón.
En el transcurso de su historia se convirtió en madre de próceres y líderes revolucionaros que direccionaron sus fuerzas en la lucha por la libertad y por la justa causa del pueblo. Entre estos personajes se encuentran: José Antonio Galán, el líder comunero más importante y representativo de este movimiento, quien tras ser traicionado por sus compañeros, fue ejecutado y descuartizado en Santa Fe el 1 de febrero de 1782; José Acevedo y Gómez, uno de los miembros principales de la Junta de Gobierno creada la noche del 20 de julio de 1810 en Santa Fe, quien fue llamado El Tribuno del Pueblo por haber instigado a la muchedumbre insurrecta ese día en la plaza a no detener su revuelta, para que así se lograra la primera independencia de la Nueva Granada; y Antonia Santos, una de las más importantes líderes revolucionarias de la región, quien fundó y patrocinó milicias que ayudaron en la Campaña Libertadora liderada por el general Simón Bolívar, y quien además fue ejecutada en la villa del Socorro el 28 de julio de 1819.
Charalá ayudó en gran manera la Campaña Libertadora con milicias y guerrillas que se unieron al ejército del Libertador. Pero sin duda el hecho más importante y con el que este municipio más influyó, fue la Batalla del río Pienta. El 4 de agosto de 1819 se llevó a cabo en este municipio esta batalla, que enfrentó a las tropas españolas al mando del coronel Lucas González (las cuales iban a reforzar el ejército de José María Barreiro en Boyacá), y a las milicias de Charalá, Encino, Ocamonte, Riachuelo, Cincelada, y otros pueblos cercanos. Esta batalla duró más o menos tres días, durante los cuales la tropa española se hizo camino por el pueblo, saqueando y masacrando a la población, que se defendía con palos, piedras, elementos de cocina, y cualquier instrumento que les sirviera como defensa. La importancia histórica de esta batalla radica en que si esta no se hubiera llevado a cabo, Lucas González y su tropa habrían llegado a tiempo a reforzar a Barreiro y seguramente la Batalla de Boyacá se habría decidido a favor de los españoles; así la Independencia definitiva de Colombia hubiera llegado mucho después.
El 7 de agosto de 1819 es fiesta patria en Colombia ya que se celebra el día de la independencia donde las tropas del General Simón Bolívar derrotaron al ejército español. Pero esta victoria no habría sido posible sin la participación de un pueblo pujante y entregado a la causa libertadora como lo fue el pueblo charaleño.
Charalá cuenta con varios lugares de interés: el parque natural de Virolín, la cueva del Tigre, la cascada en forma de cáliz de la Quebrada Tinagá, la iglesia de Nuestra Señora de Monguí, la Casa de la Cultura y el Museo Arqueológico. El parque principal donde se encuentra el monumento de José Antonio Galán y el gran Samán de Arabia, árbol sembrado para conmemorar el centenario de la Independencia de Colombia, el 20 de julio de 1910.
El 12 de julio de 2013, a través de la ley 1644 de 2013, el congreso de la República de Colombia declaró al municipio de Charalá como Patrimonio histórico y cultural de la nación, exaltando su aporte a la gesta libertadora de Colombia.

### Casa Museo Corpolienzo
Lo que hoy es el departamento de Santander es el heredero de una antigua tradición textil. En tiempos precolombinos, la población guane ya sabía hilar y tejer algodón con mucha destreza, tal como se puede observar en las numerosas muestras textiles que se encuentran en museos de Bucaramanga y de Bogotá, así como en la Casa de la Cultura del Socorro.
En un interesante fenómeno de hibridación cultural, una actividad textil siguió realizándose en Santander después de la conquista. Esta, junto con el tabaco, la sombrerería y el batán hizo de la región del Socorro un gran polo de actividad económica. Esta actividad casera entró en decadencia con la competencia de las telas de la revolución industrial, primero importadas de Inglaterra, y luego, con el desarrollo de la producción textil nacional.
Desde mediados de los años 1980, una organización fundada en Charalá ha procurado dar un nuevo aliento a esta casi extinta tradición, con la creación de la Corporación de Recuperación Comunera del Lienzo de la Tierra (Corpolienzo). Sus integrantes producen una neoartesanía basada en una actualización de las antiguas técnicas y diseños que unen tradición y modernidad. Corpolienzo alberga en su taller urbano de Charalá el Museo del Algodón y Lienzo de la Tierra.

### Museo
Este museo consta de tres salas.
- La primera, dedicada al arte textil Guane. Narra el descubrimiento de las telas guanes en la Mesa de los Santos. Describe los aspectos técnicos y culturales de esta actividad. Muestra la fibras que utilizaban los guanes y describe el hilado y tinturado del algodón. Se refiere a la mitología sobre los orígenes del conocimiento técnico de los indígenas. Esta sala también exhibe dos herramientas de la tradición textil santandereana: un molino de despepar (es decir, una desmotadora manual) y un torno de hilar.

Una transición entre la primera y la segunda sala recuerda la violencia extrema que acompañó la conquista, esta Destrucción de las Indias que denunció el padre Bartolomé de las Casas. Relata la resistencia y exterminio de los guanes.
Numerosos testimonios y documentos de archivo revelan la importancia que tuvo la industria casera del lienzo en la región: campesinos y artesanos tuvieron una época de bonanza, exportando sus telas por gran parte de la Nueva Granada. Todavía la mayor parte del mundo rural colombiano se vestía con el lienzo de la tierra, tal como lo recuerdan las ilustraciones de uno de los paneles de esta sala.
Igualmente se relata el desarrollo de la industria textil inglesa y la incidencia de las importaciones de telas inglesas en el paulatino declive de la producción santandereana. Se ilustra en un panel el fallido intento de implantación en Santander, en el poblado de San de Suaita, de una industria textil moderna. Existe en San José de Suaita un museo dedicado a la historia de esta fábrica.
Esta sala presenta una miniatura de una urdidera tradicional. El museo dispone en sus reservas de una auténtica urdidera, pero su tamaño no permite su exposición en las salas del museo.
- La tercera sala está dedicada al hallazgo realizado por investigadores de la Universidad Javeriana de las últimas huellas de la industria textil casera en los municipios de Charalá y Ocamonte así como al renacimiento de esta producción artesanal en Charalá. Describe los procesos de producción de las últimas artesanas tradicionales por medio de fotografías realizadas al inicio de los años 1980 y exhibe muestras de las diferentes fases del procesamiento del algodón con la explicación ilustrada de su modo de obtención. Por último, exalta la obra realizada por todos, lo que permitió el renacimiento de esta tradición artesanal y en particular, los miembros presentes y pasados de la Corporación de Recuperación Comunera del Lienzo de la Tierra.

Esta sala incluye un antiguo telar y muestras de hilos teñidos con productos naturales.
Además, este museo vivo y productivo está adjunto al taller donde trabajan parte de los integrantes de Corpolienzo – lo cual permite entender mejor aún los procesos de producción que se exponen en el museo – y a una tienda donde se pueden adquirir productos de las artesanas y libros sobre la historia del algodón santandereano.

### Centro Vida Santa Martha
El centro Vida Santa Martha fue inaugurado en agosto del 2010, con los servicios de recreación, lúdicos y espirituales a los adultos mayores de los niveles más bajos del Sisbén y que no cuentan con el cuidado de sus familiares. Tiene un espacio de atención y cuidado que atienden lunes a viernes de 8:00 a. m. a 4:00 p. m..

## Economía
Entre las actividades económicas principales se destaca la agricultura (café, caña de azúcar, maíz), la ganadería y la explotación de minas de mármol.
El modo de producción en Charalá es marcadamente precapitalista, con énfasis sobre la producción agropecuaria de tipo tradicional: incipiente manufactura del fique, agroindustria de la panela y unos renglones de producción de café y tabaco con desventajas de competitividad frente a otras regiones del país, y a pequeña escala ganaderías para la producción de carne y leche y sus derivados.
La producción agropecuaria con una estructura de tenencia de la tierra típicamente minifundista, pero se destaca el empuje de una industria de proyección en torno de alimentos procesados tales como quesos, dulces, génovas y la recuperación de la artesanía del lienzo de tierra, otrora tejido para la confección de trajes de la familia charaleña y para exportación, pero el renglón que muestra mayor futuro es la industria del turismo por dos componentes: los atractivos de la fauna y flora y la riqueza de su patrimonio histórico.
En la actualidad la caña de azúcar ocupa el primer reglón de siembras ya que se aproxima a las 1588 ha. Presentándose como los meses de mayor producción enero, marzo, abril, mayo, junio y julio. Su comercialización se realiza con Bucaramanga y Bogotá.
El café ocupa el segundo reglón en producción con 1410 ha. Los meses donde se ocupa mayor mano de obra son abril, mayo, septiembre, octubre y noviembre.
Las praderas han aumentado de manera significativa siendo el 39.45% de pastos naturales del total del área del municipio. En la actualidad cuenta con un total de 22.235 cabezas de ganado de los cuales el 37% está dedicado a la ceba integral, el 54% a la cría y ordeño y el 9% a la lechería.
Actualmente se está iniciando el cultivo de la uva con unos pequeños viñedos, los cuales son una gran alternativa para la agricultura en esta región.

## Patrimonio
Charalá cuenta con varios lugares de interés:  El Parque Natural de Virolín, la Cueva del Tigre, la cascada en forma de cáliz de la Quebrada Tinagá, la iglesia de Nuestra Señora de Monguí, la Casa de la Cultura y el Museo Arqueológico. El Parque Principal de municipio, donde se encuentra el monumento de José Antonio Galán y el gran Samán de Arabia, árbol sembrado para conmemorar el centenario de la Independencia de Colombia, el 20 de julio de 1910. 
El 12 de julio de 2013, a través de la ley 1644 de 2013, el congreso de la República de Colombia declaró al municipio de Charalá como Patrimonio histórico y cultural de la nación, exaltando su aporte a la gesta libertadora de Colombia"